# Порохобот

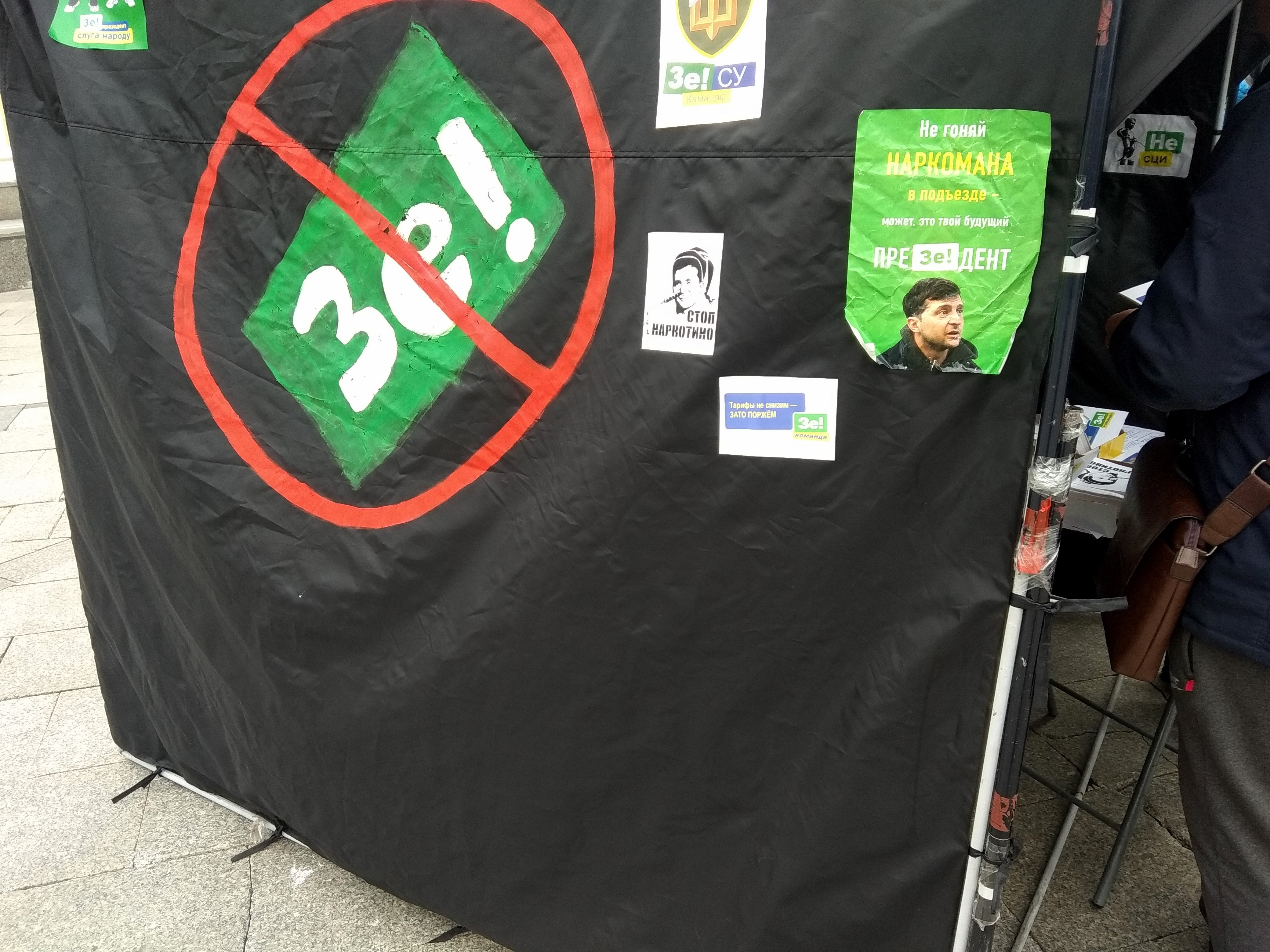
Агітація проти Володимира Зеленського перед президентськими виборами в 2019 році

Порохобот (від Порох (прізвисько П. О. Порошенка) + бот) — це жаргонний термін, яким часто зневажливо називають найактивніших прихильників п'ятого Президента України Петра Порошенка. Також цим терміном позначають фейкові акаунти у соцмережах, які пишуть коментарі на підтримку Порошенка.

## Історія

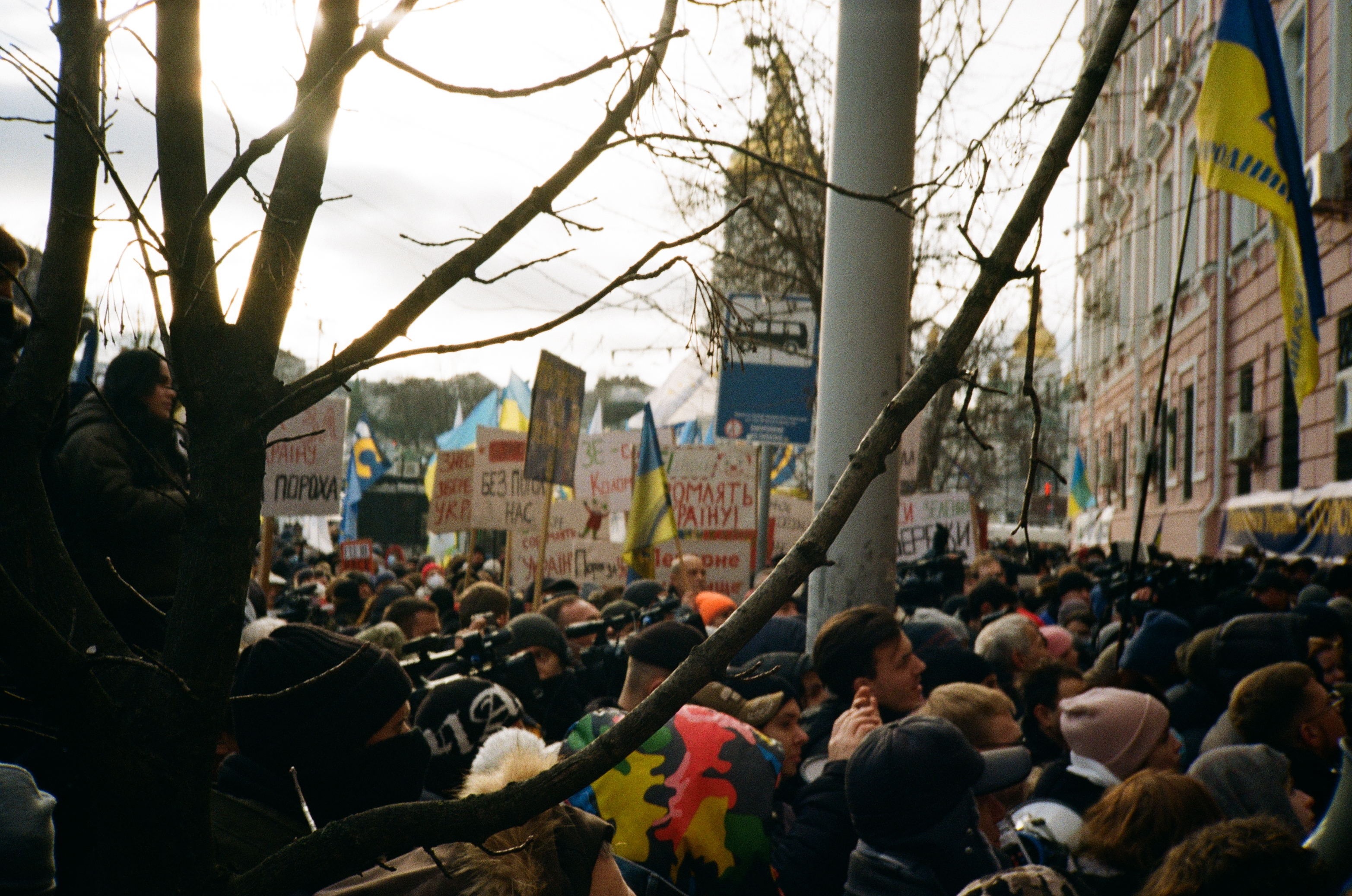
Акція на підтримку Порошенка перед Печерським судом 19 січня 2022 року

Появу слова «порохобот» в українському інфопросторі часто пов'язують з Андрієм Іларіоновим — ексрадником Володимира Путіна. Він озвучив слово в ефірі Шустер live, провівши паралель з російськими кремлеботами.
Іноді у ЗМІ публікувалися різного роду журналістські розслідування про «фабрику порохоботів», але більшість базуються лише з припущень. Є твердження що у порохоботів є куратори, особи яких у різних версіях розслідувань різняться.
У 2017 році активність ботів на сторінці Порошенка у фейсбуці за три роки детально дослідили VoxUkraine та компанія «TheRespo». Вони виявили, що тут водилися близько 1,5 тис. ботів. Для визначення ботів використовувалися такі ознаки акаунта як: розмитість аватарки чи зображення людини на ній на дальньому плані; відсутність інших фотографій із цією людиною у профілі; значна перевага репостів у стрічці порівняно з власними постами; мала кількість лайків чи поширень у їхніх постів; наявність більше 30 коментарів на сторінці Порошенка. Водночас доля ботів, що залишали переважно позитивні коментарі складала лише 27 %, у той час як 29 % ботів залишали переважно негативні коментарі, а 44 % — були класифіковані як «нейтральні». Частина «негативних» ботів не були спрямовані проти Порошенка, а залишали загальні антиукраїнські коментарі. Також у дослідженні було припущено, що не усі «позитивні» боти контролювалися комунікаційною командою Порошенка, оскільки частина з них явно називали себе «поробохотами» в описі користувача.
Свого найбільшого поширення термін набув у 2019 році на передодні та після Президентських виборів.

## Проблематика
Українська правда повідомляє, що прихильники Петра Порошенка захищають свою позицію агресивніше через безкомпромісну політику їх кандидата. В той час, як позиція Зеленського була «зійтися посередині» (наприклад, з приводу мови та ставлення до Росії), Порошенко пропонував дещо більш націоналістичні ідеї («Армія, мова, віра») — тому його прихильники мають більше тригерів для обстоювання своєї позиції. Значна активність прихильників пов'язана також з поданням інформації на медіа, що належать Порошенку. Так, «Прямий» та «Еспресо» містять багато політичного піару, прославляють дії власника та демонізують політичних опонентів.
Втім, і нераціональні звинувачення Порошенка зазнають критики. Українські ЗМІ та політичні супротивники експрезидента вдаються до ототожнення його фанатичних прихильників зі звичайними поміркованими, називаючи всіх порохоботами. Використовуються стандартні способи розмивання дійсності: наприклад, зображення Порошенка як уособлення зла, а будь-якого його опонента — як апріорі уособлення добра. Таким чином з'являються тези про те, що його підтримка можлива лише за гроші та тому подібне.
Загалом, в сучасній українській політиці є проблема відсутності культури дискусій. Вона підмінена «культурою» взаємних образ і звинувачень політиків один одного (та їх прихильників). Називати людей протилежної точки зору ботами (незалежно від табору та радикальності поглядів) є доволі зручним способом уникнення дискусії та приниження опонентів. Крім того, ярлик бота є проявом дегуманізації: тобто, опонент наділяється негативними якостями сутності, з якою ототожнюється (в даному випадку — ботом), внаслідок чого його думка вважається менш значущою.

## Аналогічні терміни
Попри найбільше поширення саме цього терміна, в багатьох політичних сил є значна кількість послідовників, наприклад:
- Кремлеботи, ольгінські тролі тощо — боти та люди, що поширюють в соцмережах інформацію на користь російської пропаганди та Путіна.
- ЗЕботи, зелеботи, зелібоби[10] (ймовірно, від імені персонажа російської версії «Вулиці Сезам») — прихильники Володимира Зеленського, основні вороги порохоботів[11][12].
- Юлеботи — прихильники Юлії Тимошенко[12].
- Кремлядь